# HD 35536
HD 35536，又名BD-10 1178，SAO 150420、HR 1799，是一颗恒星，视星等为5.61，位于銀經212.58，銀緯-23.84，其B1900.0坐标为赤經5h 20m 18.5s，赤緯-10° -23.84′ 8″。